# Paissandu Atlético Clube
Paissandu Atlético Clube é um clube social e esportivo brasileiro, da cidade do Rio de Janeiro no bairro do Leblon, fundado a 15 de agosto de 1872, sendo um dos oito clubes que se sagraram campeões do Campeonato Carioca de Futebol.

## História

Escudo antigo

- Informações retiradas do site oficial do clube.[3]

1872: no dia 15 de agosto de 1872, um grupo de jovens ingleses apaixonados pela prática de esportes fundaram uma agremiação chamada Rio Cricket Club, num terreno alugado na Rua Berquó (atual General Polidoro), em Botafogo, para a prática do cricket, esporte amplamente difundido na Inglaterra.
1875: após alguns atos de discordância entre os fundadores do Rio Cricket Club, Srs. H.L. Wheatley, A. MacMillan, C.D. Simmons, Amaral, Robinson e George Emmanuel Cox (...), decidem montar uma outra agremiação, recebendo posteriormente, em 1880, a denominação de Paysandu Cricket Club, e assim segundo o historiador Paulo Varzea tornando-se o primeiro clube esportivo organizado no Brasil.
1880: devido às limitações do terreno, o clube muda-se para um terreno alugado, de propriedade do Conde D'Eu, na Rua Paysandu, no bairro do Flamengo . É neste terreno que o clube ganha sustentação e passa a chamar-se Paysandu Cricket Club, em homenagem à sua nova localização. Após a queda do Império, a família Guinle adquire a propriedade do Conde D'Eu.
1896: Oscar Alfredo Cox, filho de um dos fundadores do clube, jogador de Cricket do Paysandu e familiarizado com o futebol, mandou buscar na Suíça uma bola da marca Dupont, a primeira bola de futebol para o Rio de Janeiro. A nova bola, porém, não pôde ser utilizada para a prática do futebol. O terreno, esburacado demais, permitia somente a prática do Rugby.
1906: o clube participou do primeiro Campeonato Carioca de Futebol ficando como vice-campeão perdendo para o Fluminense Football Club. Optou por usar o Campo da Rua Paysandu apenas em amistosos e jogos não oficiais, e mandava seus jogos de 1906 à 1914 no recém inaugurado Campo da Rua Guanabara, pertencente ao vizinho Fluminense Football Club.
1912: o Paysandu Cricket Club conquista o título Campeonato Carioca (LMSA), sobre o Clube de Regatas do Flamengo. O clube tinha a maioria de seus jogadores de origem inglesa. Na Associação de Football do Rio de Janeiro (AFRJ), o campeão foi o Botafogo FC, atual Botafogo de Futebol e Regatas.
1914: o clube abandona a prática oficial do futebol, e passa a se chamar Paysandu Athletic Club. Com o fim do futebol, a família Guinle aluga o campo ao Clube de Regatas do Flamengo. O Paysandu começa a buscar uma nova casa.
1932: novamente o clube muda-se para uma propriedade na Rua Siqueira Campos, em Copacabana, limitando-se por causa do terreno apenas à prática de tênis e do bowls.
1953: mais uma mudança, a definitiva, para o bairro do Leblon.
O Paissandu possui uma rivalidade clubística forte com o Rio Cricket e Associação Atlética, da colônia inglesa da cidade vizinha Niterói. Para além da rivalidade entre as cidades, os clubes guardam uma origem comum, sendo o Rio Cricket uma dissidência do então Paysandu Cricket Club. Em algumas fontes antigas as partidas entre os dois clubes, nos mais variados esportes, era chamada de Clássico dos Ingleses.
Atualmente se intitula Paissandu Atlético Clube, onde é comum a  prática de esportes como tênis, squash, bowls, futebol, dentre outros esportes. Também possuí áreas de lazer como: piscina, sauna, restaurantes, salão de beleza, massagens e muito mais.
O clube participou das primeiras edições do campeonato carioca em: 1906, 1907, 1908, 1911, 1912, 1913 e 1914. Participou também da 2ª divisão em 1909 e 1910.
Em 2006, especialmente, o clube voltou a disputar uma partida de futebol após quase 92 anos, nos jogos comemorativos dos 105 anos do futebol no estado do RJ (realizados na sede do Rio Cricket). Por não possuir mais departamento de futebol ou jogadores, o clube pegou "emprestado" o time principal do Tombense Futebol Clube, de Minas Gerais, que gentilmente cedeu jogadores para a partida especial. O Paissandu venceu o Rio Cricket por 2 a 1.

## Títulos
| ESTADUAIS | ESTADUAIS                     | ESTADUAIS | ESTADUAIS  |
|           | Competição                    | Títulos   | Temporadas |
| --------- | ----------------------------- | --------- | ---------- |
|           | Campeonato Carioca            | 1         | 1912       |
|           | Campeonato Carioca - Série A2 | 1         | 1910       |

## Campanhas no Campeonato Carioca da 1ª Divisão
| Ano  | Posição |
| ---- | ------- |
| 1906 | 2º      |
| 1907 | 3º      |
| 1908 | 5º      |
| 1911 | 4º      |
| 1912 | 1º      |
| 1913 | 4º      |
| 1914 | 7º      |

## Fonte bibliográfica
- VIANA, Eduardo. Implantação do futebol Profissional no Estado do Rio de Janeiro. Rio de Janeiro: Editora Cátedra, s/d.